# Lärchenholz
Als Lärchenholz wird das Holz verschiedener Arten der Gattung Lärchen (Larix) bezeichnet, das als Nutzholz verwendet wird. Die etwa 20 Lärchen-Arten (Larix) sind sommergrüne Bäume und Sträucher, die im nördlichen Eurasien und in Nordamerika verbreitet sind.

## Bedeutung
Lärchenholz wird vor allem als Bau- und Möbelholz genutzt, viel seltener dient es als Brennholz. Von wirtschaftlichem Interesse sind dabei vor allem die Europäische Lärche (Larix decidua), die Sibirische Lärche (Larix sibirica) in Eurasien sowie in Nordamerika die Ostamerikanische (Larix laricina) und die Westamerikanische Lärche (Larix occidentalis). Hinzu kommen mit geringerer bzw. regionaler Bedeutung weitere Arten, darunter die von der japanischen Insel Honshū stammende Japanische Lärche (Larix kaempferi), die teilweise auch in Europa angebaut wird, sowie die aus der Europäischen und Japanischen Lärche gezüchtete Hybridlärche (Larix eurolepis).
Das Nutzungsalter der Europäischen Lärche beträgt zwischen 100 und 140 Jahre, wobei die Exemplare in Hochlagen ungenutzt zwischen 200 und 400 Jahre alt werden.

## Bezeichnungen
Das Holz der Europäischen Lärche kann entsprechend seiner Herkunft und der Witterungsbedingungen seines Standorts stark unterschiedlich sein. Unterschieden wird bei den Holztypen vor allem in Stein- bzw. Gebirgslärchen, die aus Gebirgslagen stammen und ein gleichmäßiges und schmalringiges Holz aufweisen, und den Rasen- oder Wiesenlärchen aus Tieflagen mit einer breitringigen, schwammigen Struktur. Als Tieflandlärchen werden zudem häufig alle Lärchen bezeichnet, die außerhalb der Alpen künstlich angebaut werden. Hinzu kommen Bezeichnungen wie Alpenlärche, Tatralärche, Sudetenlärche und Polenlärche, die sich direkt auf die vier ursprünglichen Verbreitungsgebiete der Europäischen Lärche beziehen.
Lärchen mit sehr ausgeprägter Rotfärbung des Holzes werden zudem als Joch- oder Blutlärchen bezeichnet.

## Eigenschaften
Die Lärche besitzt, ähnlich wie die Kiefer und die Douglasie, einen ausgeprägten Unterschied zwischen Kern- und Splintholz. Letzteres ist hellgelb bis rötlich, das Kernholz deutlich dunkler leuchtend rot bis rotbraun. Zur Nutzung wird der Stamm ausgekernt. Das bedeutet, dass das Kern- vom Splintholz getrennt wird. Das Splintholz ist zum Nutzungszeitpunkt nur wenige Zentimeter dick und wird nicht als Bauholz genutzt.
Als Besonderheit besitzt das Kernholz zahlreiche bleistiftstarke und dunkle Äste, die früh angelegt und dann als trockene Nageläste in das Holz eingewachsen sind. Das helle Frühholz ist in den Jahresringen scharf gegen das dunklere Spätholz abgesetzt. Der dichtere und schwere Spätholzanteil beträgt bei einem ein bis zwei Millimeter breiten Jahresring zwischen 1/3 und 1/4 der Jahresringbreite. Dadurch sind auch die einzelnen Jahresringe scharf gegeneinander abgegrenzt und bilden im Tangentialschnitt eine markante Fladerung und im Radialschnitt eine Streifung des Holzes. Die Harzkanäle sind als kleine helle Punkte erkennbar und die Holzstrahlen sind sehr fein und kaum sichtbar.

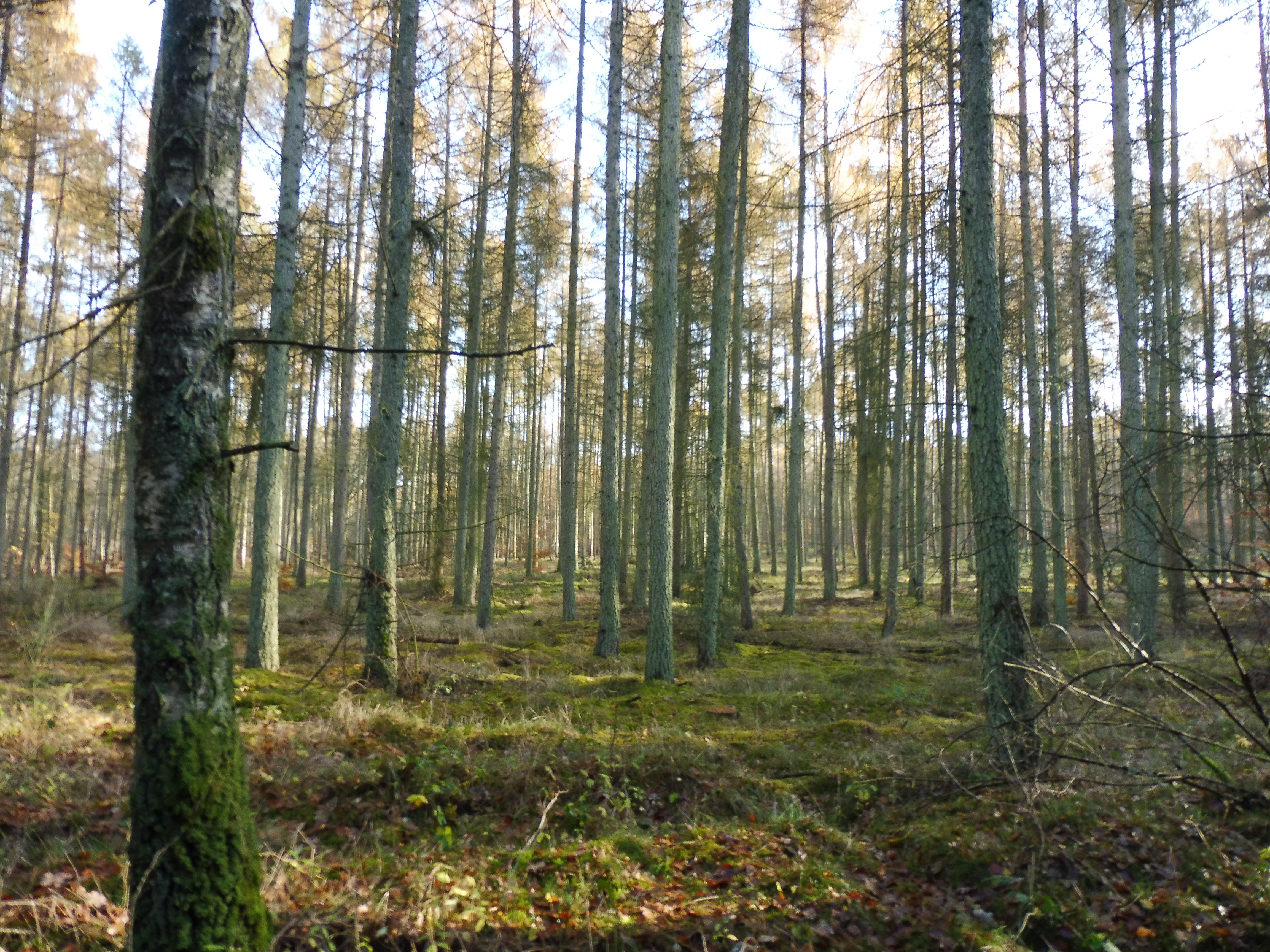
Lärchenwald
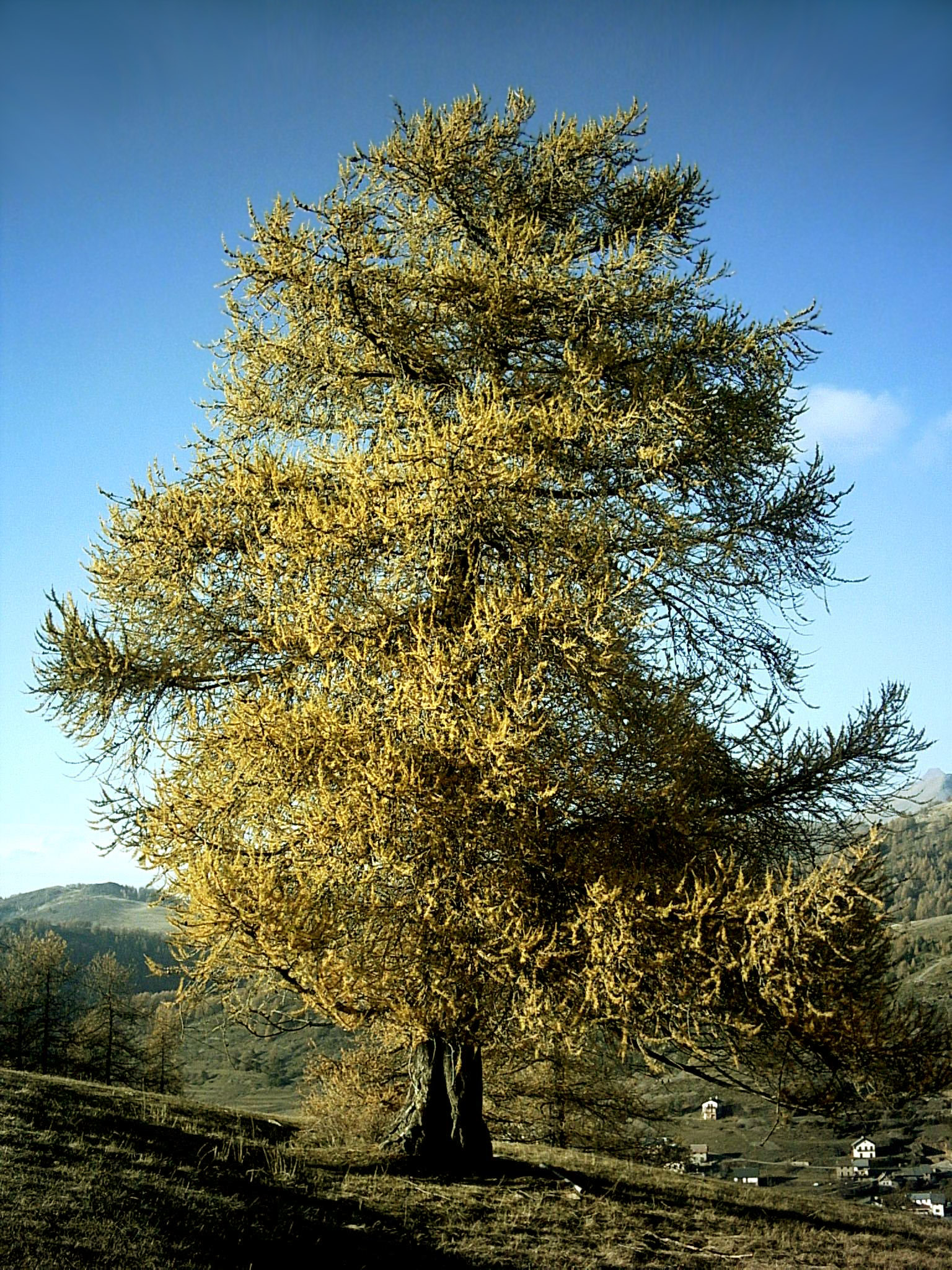
Habitus der Europäischen Lärche
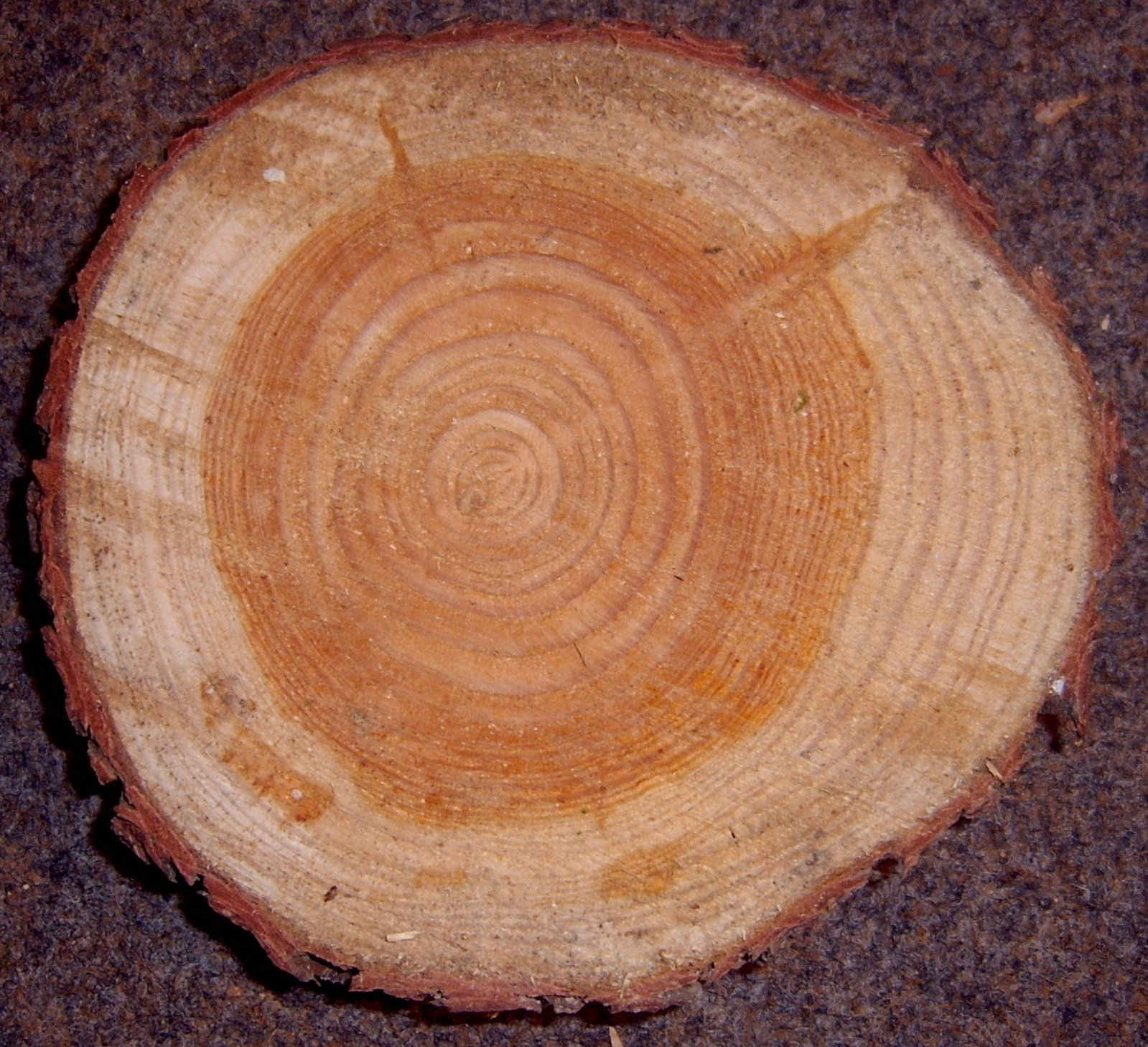
Stammquerschnitt der Europäischen Lärche
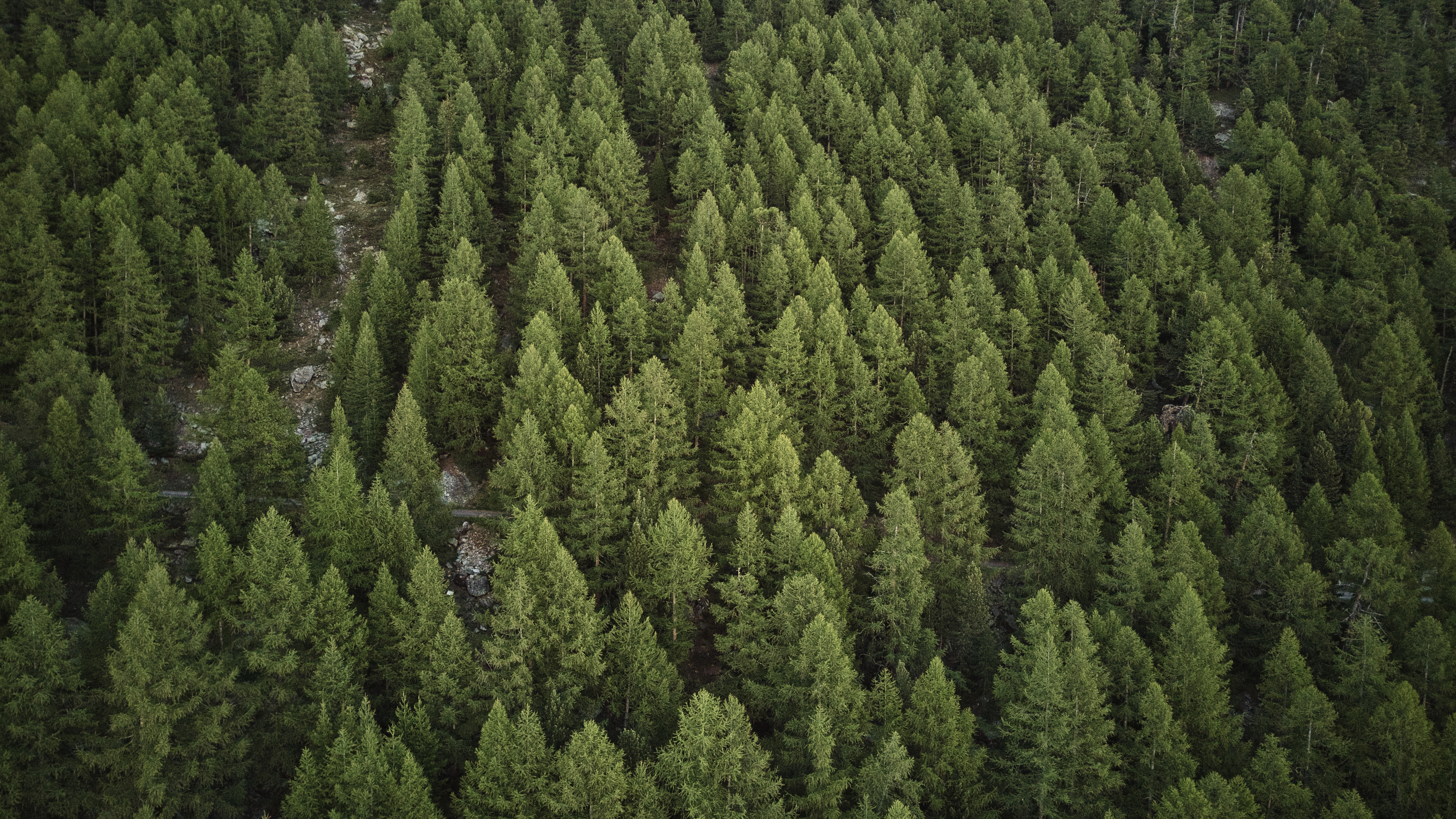
Lärchenwald im schweizerischen Saastal von oben

Lärchenholz stellt unter den europäischen Nadelnutzhölzern das schwerste und härteste Holz dar und wird nur von der selten genutzten Eibe übertroffen. Es hat eine mittlere Rohdichte von 550 bis 590 kg/m3 (abhängig von der Feuchte), wobei die größte Dichte aufgrund des hohen Spätholzanteils bei Hölzern mit einer durchschnittlichen Jahrringbreite von einem bis zwei Millimeter erreicht wird. Entsprechend besitzt Lärchenholz im Vergleich zu anderen Nadelholzsorten sehr gute Festigkeitswerte, zugleich eine hohe Zähigkeit und ein geringes Quell- und Schwindverhalten. Andererseits neigt die Lärche im Vergleich zur Fichte und zur Kiefer häufig zu einem Drehwuchs, wodurch die Standeigenschaften beeinflusst werden. Das Kernholz ist bei Anwendungen ohne Erdkontakt witterungsbeständig und vor allem unter Wasser in seiner Dauerhaftigkeit mit Eichenholz vergleichbar.
Sibirische und europäische Lärche wird ebenso wie Douglasie in die Dauerhaftigkeitsklasse 3–4 mäßig dauerhaft eingestuft. Sofern sibirische Lärche eine Dichte von über 700 kam/m3 aufweist, kann die Dauerhaftigkeitsklasse 3 angenommen werden (bei Schnittholz mit dieser Dichte können die Jahresringe in der Regel mit dem Auge nicht mehr wahrgenommen werden). Bei Erdkontakt wird es in der Norm DIN EN 350-2 (Natürliche Dauerhaftigkeit) als wenig bis mäßig dauerhaft klassifiziert.

### Sibirische und europäische Lärche als Bauholz
Insbesondere die europäische Lärche neigt zum Verzug und zum Harzen. Die harzigen Stellen bleiben für längere Zeit klebrig und nehmen weder Öle noch Lasuren an. Dies mindert nicht die Wetterfestigkeit, führt aber zur Bildung von dunklen Flecken auf bewittertem Holz. Es kann dann etliche Jahre dauern, bis sich eine einheitliche Vergrauung ausbildet.
Durch das Einwachsen der Borke können die Äste der europäischen Lärche schwarz umrandet sein.
Das Holz der sibirischen Lärche Holz ist feinastiger, zeigt einen geringeren Harzaustritt und einen mäßigen Verzug. Der Farbton ist bräunlich, das Splintholz hell. Im Handel werden verschiedene Sortierungen bezüglich Astigkeit und Splintholz angeboten.
Douglasienholz kann im Vergleich größere, helle Äste mit feinen Trocknungsrissen aufweisen. Es harzt und reißt nur wenig und hat eine dekorative Maserung mit rosa-bräunlicher Färbung und hellem Splintholz. Es ist fest und verzieht sich wenig. Es ist in vielen Abmessungen erhältlich.

## Verwendung

### Nutzung des Holzes

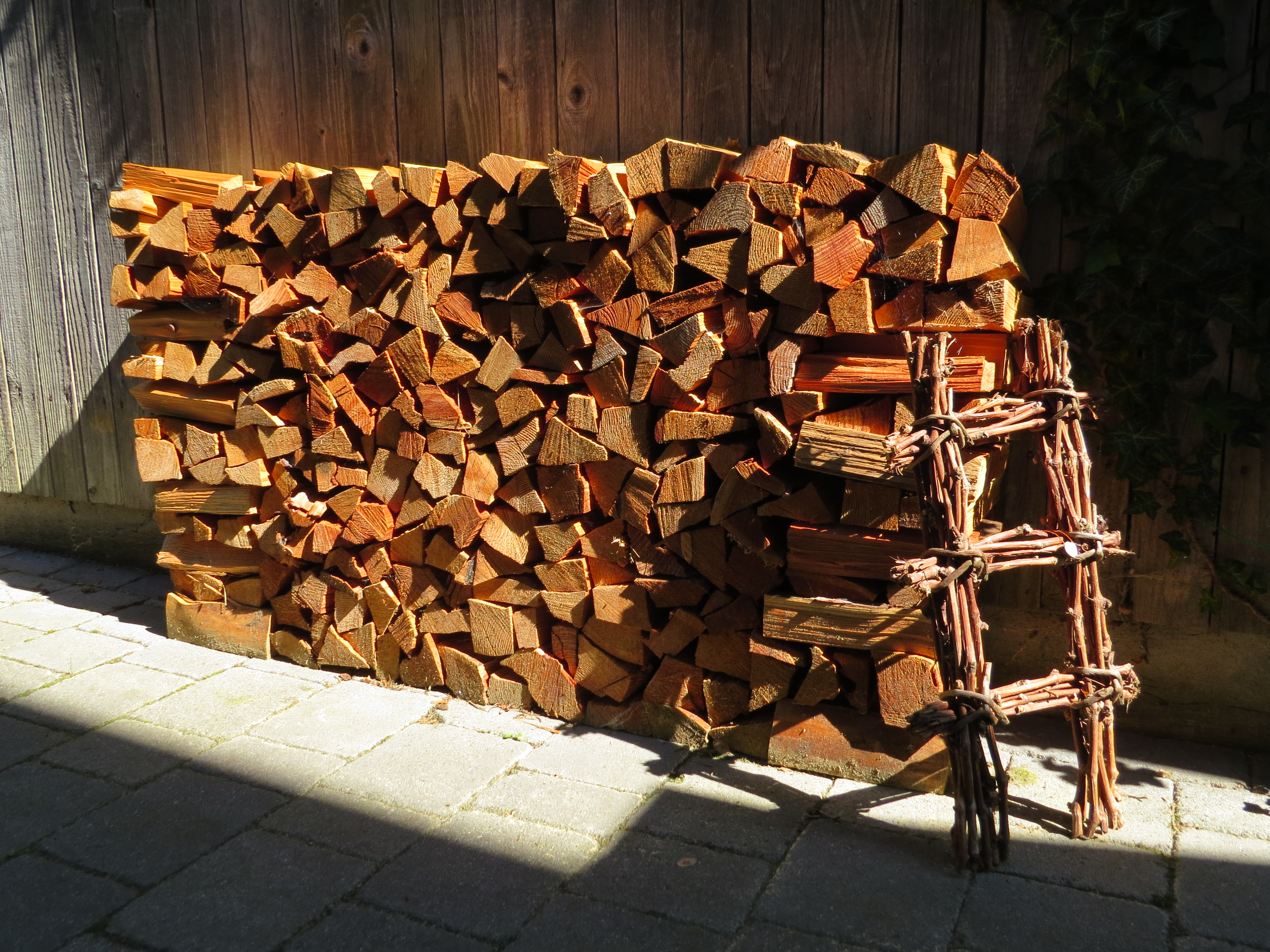
Lärchenholz als Dekoration in Niederösterreich

Lärchenholz wird vor allem im Möbelbau sowie als Bauholz im Innenausbau sowie für Wohnbauten, Brücken und andere Gebäude verwendet. Es wird in Form von Rundholz, Schnittholz und Messerfurnier angeboten und verarbeitet. Es kann fast überall dort, wo auch andere Nadelhölzer zum Einsatz kommen, verwendet werden.
Im Hausbau wird Lärchenkernholz unter anderem für Dachtragwerke, Wand- und Deckenkonstruktionen eingesetzt, draußen für Haustüren, Garagentore, Fenster, Fassadenverkleidungen, Terrassen, Rahmen und Brüstungen sowie für großflächige Verkleidungen von Wänden, Giebeln, Balkonen oder Überständen. Auch als Dachschindeln wird Lärchenholz regional gern eingesetzt.
Wie alle Nadelhölzer sollte bewittertes Lärchenholz einen Bläueschutz erhalten.
Im Innenausbau wird das Splintholz aufgrund des dekorativen Kontrastes gemeinsam mit dem Kernholz für nahezu alle Holzverwendungen genutzt, darunter Treppen, Geländer, Wandverkleidungen, Türen, Parkett und Dielenböden. Im Möbelbau kommt es als Furnier und Massivholz zum Einsatz, vor allem für Küchenmöbel, Bauernmöbel und Möbel in alpenländischen Stil. Seit der Diskussion über die Vermeidung von exotischen Importhölzern wird es vermehrt im Innen- und Außenbau als Ersatz für Tropenholz eingesetzt.

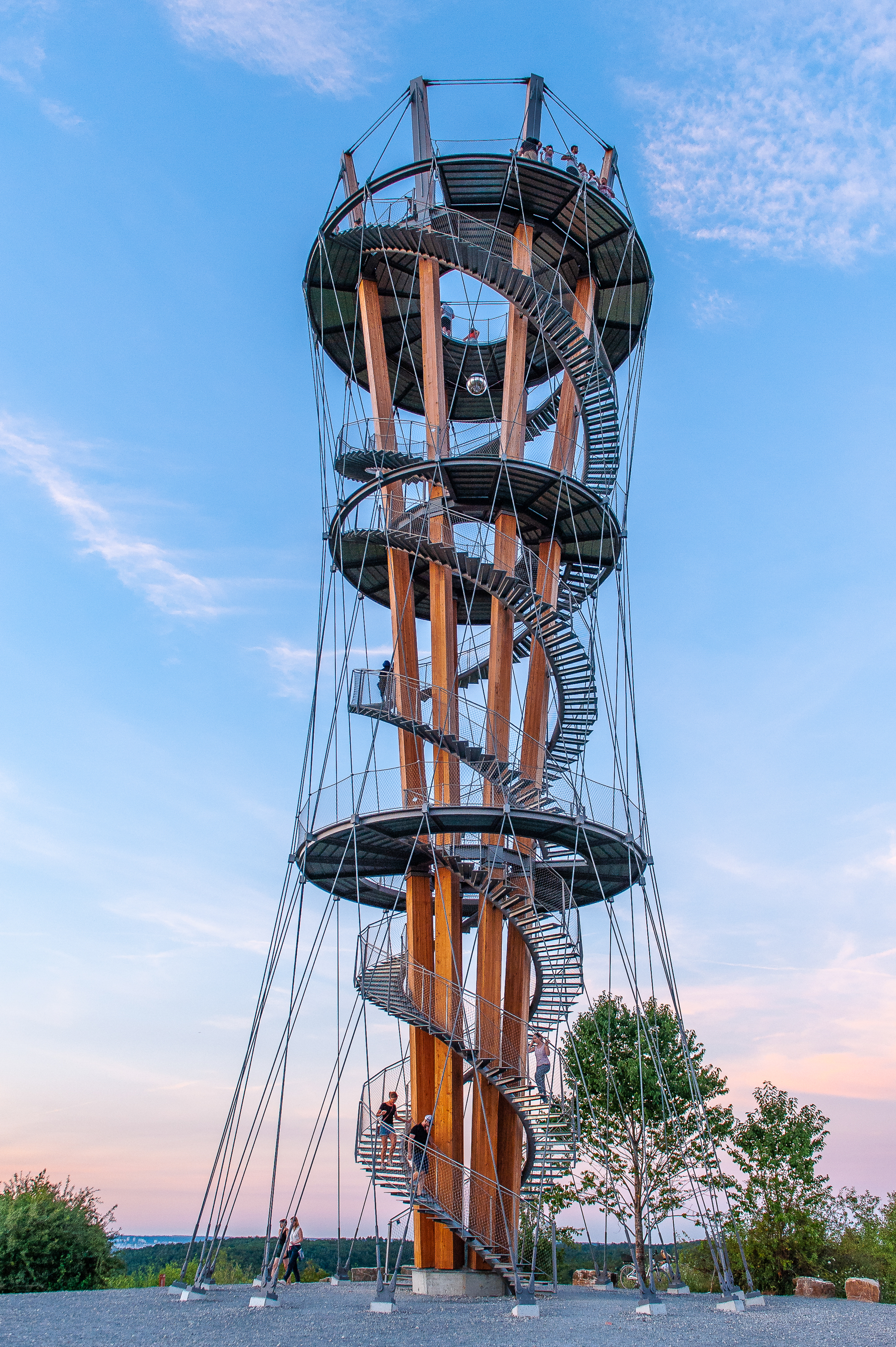
Schönbuchturm mit Hauptträgern aus verleimtem Lärchenholz

Aufgrund seiner Beständigkeit wird Lärchenholz auch bei Außen- und Sonderanwendungen im Erd-, Brücken- und Wasserbau sowie für Lagerbehälter von Flüssigkeiten (Bottiche, Fässer), Kühltürme und Silos verwendet. Ein historischer Verwendungszweck waren die Hauptbalken von Windmühlenflügeln, für die das Holz aufgrund der Zähigkeit besonders geeignet ist. Hinzu kommen Rammpfähle, Masten, Eisenbahnschwellen sowie Nutzungen im Eisenbahn-, Schiffs- und Bootsbau, Holzspielgeräte auf Spielplätzen, Bodenbeläge (Deckings, Holzpflaster), Zäune, Palisaden und weitere Anwendungen, in denen Holz ohne Imprägnierung eingesetzt werden soll. Im Bergbau wird es zudem als Schachtholz und für Spurlatten eingesetzt, außerdem können Drechselwaren und Haushaltsgegenstände aus Lärchenholz gefertigt werden.

### Energetische Nutzung
Die energetische Nutzung von Lärchenholz spielt eine vergleichsweise geringe Rolle. Lärchenholz hat einen Brennwert von 4,4 kWh/kg bzw. 1700 kWh/rm und ist damit vergleichbar mit Kiefern- und Douglasienholz. Es wird vor allem im privaten Hausbrand in Form von Scheitholz verwendet. Als Holzpellets werden Industrieabfälle (Holzspäne) u. a. auch aus der Lärchenholzproduktion in Form von Mischpellets angeboten.

### Gesundheitsbezogene Verwendung
Aus bestimmten Teilen der Lärchenstämme wird der sekundäre Pflanzenstoff und das biologisch aktive Flavonoid Taxifolin mittels Flüssigkeitschromatographie gewonnen.
Weniger stark aufgereinigter Lärchenextrakt enthält neben Taxifolin oligomere Proanthocyanidine (OPC) sowie andere Polyphenole. Flavonoide sollen ein breites Wirkspektrum auf den menschlichen Organismus haben. Hierzu zählen neben den positiven Wirkungen bei kardiovaskulären Erkrankungen (gefäßerweiternd und gefäßstabilisierend, blutdrucksenkend) die Bindungsfähigkeit reaktiver Sauerstoffspezies (ROS), die antioxidativen und antikanzerogenen Eigenschaften.
Auf die entzündungshemmende Wirkung der in Lärchenholz enthaltenen Diterpene hebt ein 2013 angemeldetes Patent der Universität Graz ab.
Die Forscher konnten aufzeigen, wie mittels feingemahlener Sägespäne als Futtermittelzusatz der Einsatz von Antibiotika in der Tiermast reduziert werden kann.